# 엘리사베트 다니엘랸
엘리사베트 다니엘랸(아르메니아어: Էլիզաբեթ Դանիելյան, 예명: 베티(Բեթթի), 2003년 3월 7일 ~ )는 아르메니아의 가수이다. 주니어 유로비전 송 콘테스트 2014에서 아르메니아 대표로 참가했다.